# Hero Elementary
École primaire de héros est une (Hero Elementary) série télévisée d'animation américaine-canadienne de Nickelodeon Animation Studio créée par Carol-Lynn Parente et Christine Ferraro, diffusée depuis le 1er juin 2020 sur PBS Kids.
Cette série est inédite dans tous les pays francophones.

## Synopsis
La série implique les divers étudiants de "Sparks 'Crew" - Lucita Sky, AJ Gadgets, Sara Snap et Benny Bubbles, qui sont formés en super-héros par leur professeur excentrique et enthousiaste, M. Sparks. Ensemble, les élèves travaillent en équipe, en utilisant leurs propres superpuissances uniques ainsi que les «superpuissances de la science» pour aider les gens, résoudre des problèmes et essayer de rendre le monde meilleur. La série est actuellement produite pour 40 épisodes d'une demi-heure, chacun contenant deux segments chacun.